# Стрянці
Стрянці (словен. Strjanci) — поселення в общині Ормож, Подравський регіон‎, Словенія.